# Bullou
Bullou és un municipi francès, situat al departament de l'Eure i Loir i a la regió de Centre – Vall del Loira. L'any 2007 tenia 214 habitants.

## Demografia

### Població
El 2007 la població de fet de Bullou era de 214 persones. Hi havia 84 famílies, de les quals 24 eren unipersonals (12 homes vivint sols i 12 dones vivint soles), 20 parelles sense fills, 36 parelles amb fills i 4 famílies monoparentals amb fills.
La població ha evolucionat segons el següent gràfic:
Habitants censats

### Habitatges
El 2007 hi havia 120 habitatges, 85 eren l'habitatge principal de la família, 23 eren segones residències i 12 estaven desocupats. 116 eren cases i 1 era un apartament. Dels 85 habitatges principals, 70 estaven ocupats pels seus propietaris, 11 estaven llogats i ocupats pels llogaters i 4 estaven cedits a títol gratuït; 1 tenia una cambra, 7 en tenien dues, 16 en tenien tres, 20 en tenien quatre i 41 en tenien cinc o més. 55 habitatges disposaven pel capbaix d'una plaça de pàrquing. A 26 habitatges hi havia un automòbil i a 48 n'hi havia dos o més.

### Piràmide de població
La piràmide de població per edats i sexe el 2009 era:
| Homes | Edats   | Dones |
| ----- | ------- | ----- |
| 0     | 95 o +  | 0     |
| 0     | 90 a 94 | 4     |
| 0     | 85 a 89 | 4     |
| 0     | 80 a 84 | 4     |
| 4     | 75 a 79 | 0     |
| 4     | 70 a 74 | 8     |
| 4     | 65 a 69 | 4     |
| 0     | 60 a 64 | 0     |
| 8     | 55 a 59 | 4     |
| 8     | 50 a 54 | 8     |
| 8     | 45 a 49 | 0     |
| 16    | 40 a 44 | 8     |
| 8     | 35 a 39 | 16    |
| 12    | 30 a 34 | 12    |
| 4     | 25 a 29 | 0     |
| 0     | 20 a 24 | 4     |
| 4     | 15 a 19 | 16    |
| 12    | 10 a 14 | 8     |
| 0     | 5 a 9   | 16    |
| 4     | 0 a 4   | 4     |

## Economia
El 2007 la població en edat de treballar era de 148 persones, 121 eren actives i 27 eren inactives. De les 121 persones actives 111 estaven ocupades (62 homes i 49 dones) i 10 estaven aturades (2 homes i 8 dones). De les 27 persones inactives 8 estaven jubilades, 10 estaven estudiant i 9 estaven classificades com a «altres inactius».

### Ingressos
El 2009 a Bullou hi havia 91 unitats fiscals que integraven 235 persones, la mediana anual d'ingressos fiscals per persona era de 17.792 €.

### Activitats econòmiques
Els 3 establiments que hi havia el 2007 eren d'empreses de construcció.
Dels 3 establiments de servei als particulars que hi havia el 2009, 1 era un guixaire pintor i 2 lampisteries.
L'any 2000 a Bullou hi havia 11 explotacions agrícoles que ocupaven un total de 558 hectàrees.

## Poblacions més properes
El següent diagrama mostra les poblacions més properes.